# Оперение (биология)

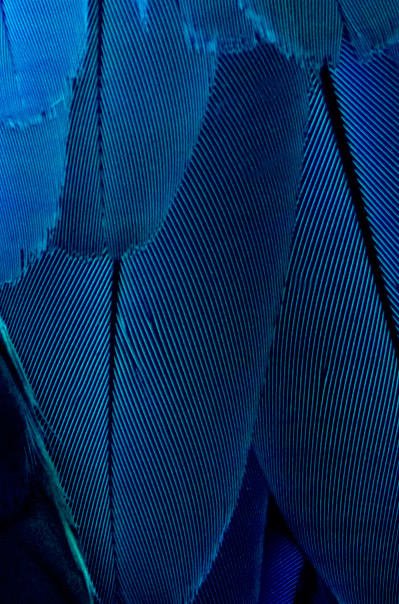
Структура пера сине-жёлтого ара

Оперение — перьевой покров птиц и оперённых динозавров.

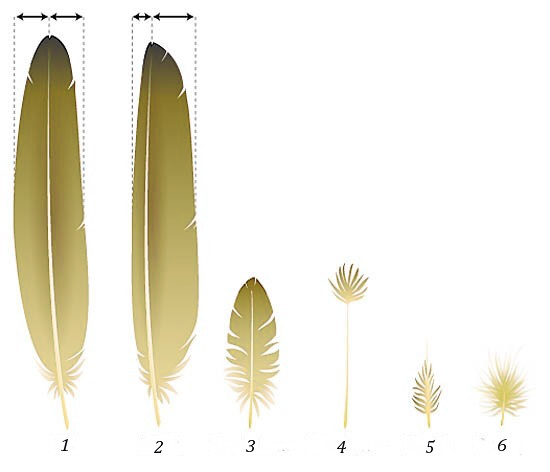
Типы перьев у птиц: 1 — рулевое (перо хвоста), 2 — маховое перо, 3 — покровное перо, 4 — нитевидное перо, 5 — кистеобразное перо, 6 — пуховое перо.

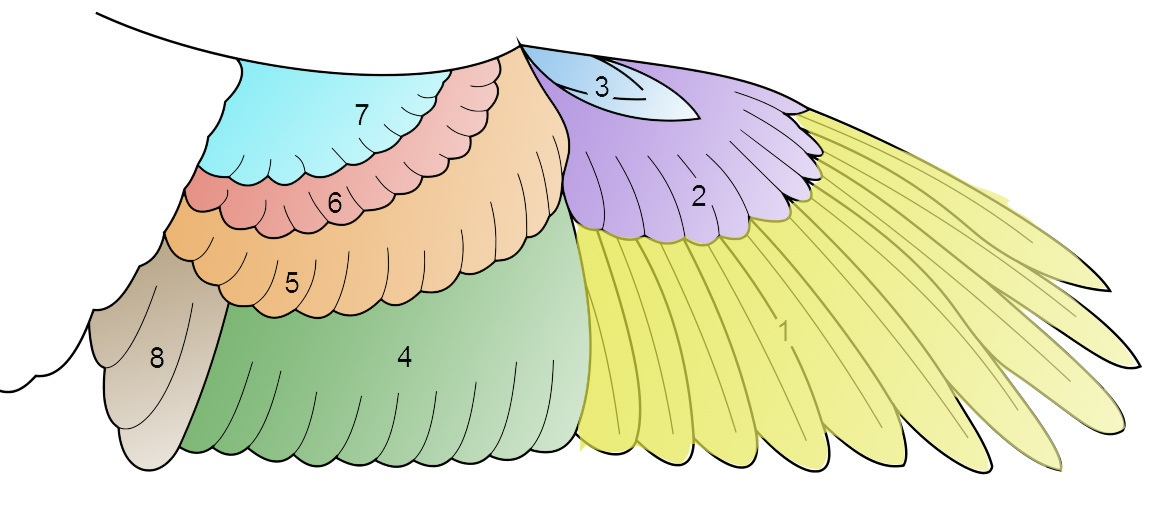
Перья крыла птицы:
1 — маховые перья 1-го порядка; 2 — большие кроющие перья; 3 — крылышко;
4, 8 — маховые перья 2-го порядка; 5 — оперение плеча; 6 — средние кроющие перья; 7 — кроющие перья крыла.

## Общая характеристика
Подобно чешуе рептилий, волосам и ногтям, перья — производные кожи, которые формируются в результате увеличения числа клеток в эпидермисе, вырабатывающих кератины. Типичное перо состоит из главного ствола, или стержня, от которого отходят бородки. Впервые перья возникли у хищных двуногих динозавров из подотряда Theropoda ещё до того, как появились птицы.
У всех птиц есть перьевой покров, тогда как у других современных животных он не встречается. Перья покрывают все тело птицы, за исключением клюва и дистальных частей задних конечностей. У некоторых птиц, у как например индеек и американских грифов, оперение на голове и шее либо отсутствует вовсе, либо выражено очень слабо.
Контурные перья покрывают все тело птицы и имеют хорошо развитый плотный стержень, основание которого — полый очин — охватывается находящейся в коже перьевой сумкой. Глубина перьевой сумки больше у крупных перьев. От стержня отходят упругие бородки, которые несут бородочки с крючочками, которые сцепляются с крючочками соседних бородок, образуя опахало пера. В самой нижней части пера бородки обычно являются более мягкими и длинными, а их бородочки не имеют крючочков — данный участок называют пуховой частью опахала. Особенности строения перьев могут варьировать у разных групп птиц. Так виды, живущих в суровых температурных условиях, обычно обладают более сильно развитой пуховой частью опахала.
У большинства птиц имеются пуховые перья (стержень мягкий) и пух (стержень совсем редуцирован), мягкие и длинные бородки которых несут мягкие бородочки, лишённые крючочков, из-за чего сцепленного опахала не образуется. Между типичным пером, пуховым пером и пухом существуют разнообразные промежуточные типы. Пуховые перья обычно располагаются по птерилиям. Пух относительно равномерно покрывает всё тело (веслоногие, гусеобразные, многие хищные птицы и др.), либо имеется только на аптериях (цапли, куриные, совы, многие воробьиные и др.), либо — только на птерилиях (тинаму). Обычно пуховые перья и пух прикрыты контурными перьями. Только у немногих птиц (грифы, марабу и др.) голова и часть шеи покрыты только пухом. Нитевидные перья расположены под контурными перьями, обладают длинным тонким стержнем и редуцированными бородками. Видимо, они выполняют осязательную функцию.

### Зимнее оперение
Зимнее перо обычно отличается от летнего значительно лучшим развитием добавочного стержня и пуховой части опахала. У козодоев и особенно у сов хорошо выряжена бархатистость (ворсистость) всех перьев, в том числе маховых и рулевых; гася завихрение воздушных потоков, ворсистость обеспечивает бесшумность полёта. У водоплавающих птиц относительно короткие и сильно изогнутые перья плотно прилегают друг к другу, предотвращая намокание оперения; при этом водостойкость оперения обеспечивается и особой формой бородок и бородочек, способствующей возникновению на поверхности пера водной плёнки.

## Число перьев
Общее число перьев у крупных видов больше, чем у мелких. Например, у колибри около 1 тыс. перьев, у мелких воробьиных — 1,5—2,5 тыс., у чаек — 5—6 тыс., у уток — 10—12 тыс., у лебедей — около 25 тыс. и т. п. Общее число перьев, их размеры и особенности строения варьируют и у близких групп в зависимости от их экологической специализации.

## Функции оперения
Функции оперения весьма многообразны:
- обеспечивает возможность полёта, образуя несущие плоскости (крылья, хвост) и создавая обтекаемость тела;
- защищает кожные покровы от механических повреждений;
- водозащитная функция оперения: черепицеобразно прилегающие друг к друга вершины контурных перьев противостоят намоканию;
- теплозащитная функция оперения: переплетение пуховых частей опахал контурных перьев, пуховых перьев и пуха удерживает около кожных покровов неподвижный слой воздуха, что уменьшает потери тепла[3].

## Линька
Периодически птица линяет: старые перья выпадают, а на их месте вырастают новые. Обычно линька бывает один раз в году, реже — два и совсем редко, как например у морянки (Clangula hyemalis) — три раза в год. Крупные хищные птицы способны линять один раз в несколько лет. В случае повторной линьки различают гнездовой и зимний наряды, а также пуховой наряд для неоперившихся птенцов. Как правило, смена маховых и рулевых, необходимых для полёта перьев происходит в определённой последовательности, так что птицы и в процессе линьки сохраняют свои лётные качества. Из этого правила есть и исключения — например, у утиных все маховые опадают одновременно, в результате чего те теряют способность летать.
Перед насиживанием у самок большинства видов на брюхе образуется так называемое наседное пятно — неоперённый участок кожи с развитыми кровеносными сосудами, которым птица прижимается к яйцам и согревает их.

## Уход птиц за оперением

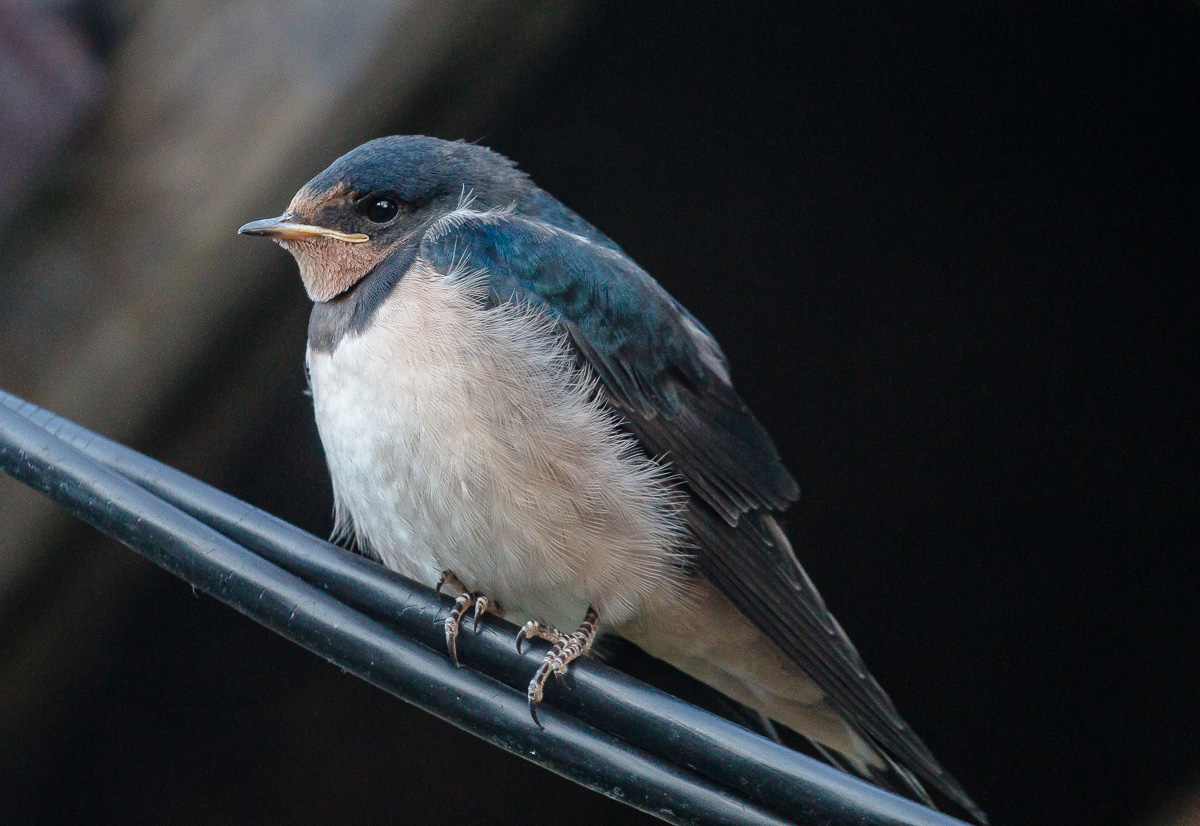
Ласточка

Перья требуют тщательного ухода, и птицы ежедневно тратят от 1 до 15 % (в среднем около 9 %) времени на чистку своего оперения, купание и пылевые ванны.
Быстролетающие птицы — стрижи, ласточки и крачки — на лету окунаются в воду. Другие встряхиваются на мелководье либо смачивают перья в росе или дождевой воде.
С помощью клюва из перьев удаляются чужеродные предметы, после чего тело покрывается жиром, выделяемым из копчиковой железы у основания хвоста. Чтобы нанести жир на голову, птицы сначала наносят его на ноги, а затем лапами растирают голову. Выделения придают оперению эластичность и действуют как противомикробное средство, препятствуя размножению разрушающих перья бактерий.
Наконец, многие виды специально копаются в муравейниках с целью нанесения на тело муравьиной кислоты — такой процесс, известный как муравление, также избавляет птиц от паразитов.